# Гилмертон
Гилмертон (гэльск. Baile GhilleMhoire, англ. Gilmerton) — первоначально угольно-добывающее поселение, а ныне пригород на юге Эдинбурга. Расположен на юго-западе от Дандерхолла.

## Основное
Название произошло от шотландского: Gille-Moire, личного имени, позднее фамилии, означающей «Слуга [[Дева Мария|Девы Марии}}» (англ. Servant of [the Virgin] Mary). Состоит из англ. Gilmer и др.-англ. ton, что означает «поселение». Данное название могло появиться примерно в XII веке.
В центре Гилмертона, расположены бывшие штольни (англ. Gilmerton Cove), разработка которых была окончена в 1724 году.